# Diodia verticillata
Diodia verticillata är en måreväxtart som beskrevs av Vahl. Diodia verticillata ingår i släktet Diodia och familjen måreväxter. Inga underarter finns listade i Catalogue of Life.